# Bacówka na Jamnej
Bacówka Jamna (dawniej Akademicka Baza Noclegowa Uniwersytetu im. Adama Mickiewicza, Bacówka PTTK na Jamnej) – schronisko turystyczne, położone na wysokości 530 m na terenie wsi Jamna na Pogórzu Ciężkowickim.
Bacówka została wybudowana w 1985 roku przez Związek Karpacki PTTK. W późniejszym okresie przeszła na własność gminy Zakliczyn, która w 1996 roku przekazała obiekt Uniwersytetowi im. Adama Mickiewicza w Poznaniu. Po przejęciu bacówka była (od 1997 roku) remontowana i rozbudowywana.
Uniwersytet zarządzał obiektem do 24 października 2013 roku. Od 2014 roku obiekt posiada nowych dzierżawców, deklarujących dalsze prowadzenie działalności turystycznej.
Obecnie schronisko posiada 30 miejsc noclegowych, jadalnię (sala kominkowa) oraz węzeł sanitarny w podpiwniczeniu. W bezpośrednim sąsiedztwie znajduje się plac zabaw, boisko do siatkówki, miejsce na ognisko oraz pole namiotowe. Z tarasu bacówki rozpościera się widok na Beskid Sądecki i Tatry.

## Piesze szlaki turystyczne
Bartkowa – Majdan – Ostryż – bacówka Jamna – Jamna – Jastrzębia – Sucha Góra – Brzozowa – Siemiechów
 Jamna – rezerwat Diable Skały – Bukowiec – Falkowa
 Jamna – Siekierczyna – Jastrzębia
 Jamna – Siekierczyna – rezerwat Diable Skały Bukowiec
 Styr – Olszowa – Jamna
Do schroniska można dojść asfaltową drogą jezdną z Paleśnicy.